# Daniela Hodrová
Daniela Hodrová (Praga, 5 luglio 1946 – Praga, 30 agosto 2024) è stata una scrittrice e critica letteraria ceca.

## Biografia
Nata a Praga nel 1946, fu ricercatrice all'Istituto di Letteratura Ceca all'Accademia delle Scienze.
Esordì come poetessa negli anni sessanta per poi pubblicare saggi di critica letteraria e romanzi tra i quali una trilogia dedicata alla sua città natale tradotta in numerose lingue.
Nel 2011 le venne conferito lo State Award for Literature, mentre l'anno successivo venne insignita del Premio Franz Kafka.
Morì a Praga il 30 agosto 2024, all'età di 78 anni.

## Opere tradotte in italiano
- Sotto le due specie, Udine, Forum, 2005 Traduzione di Anna Maria Perissutti ISBN 88-8420-261-2
- Visioni di Praga, Udine, Forum, 2005 Traduzione di Livio Fiorica ISBN 88-8420-244-2